# Zygophylax stechowi
Zygophylax stechowi är en nässeldjursart som först beskrevs av Jäderholm 1919.  Zygophylax stechowi ingår i släktet Zygophylax och familjen Lafoeidae. Inga underarter finns listade i Catalogue of Life.